# Dorfkirche Dollenchen

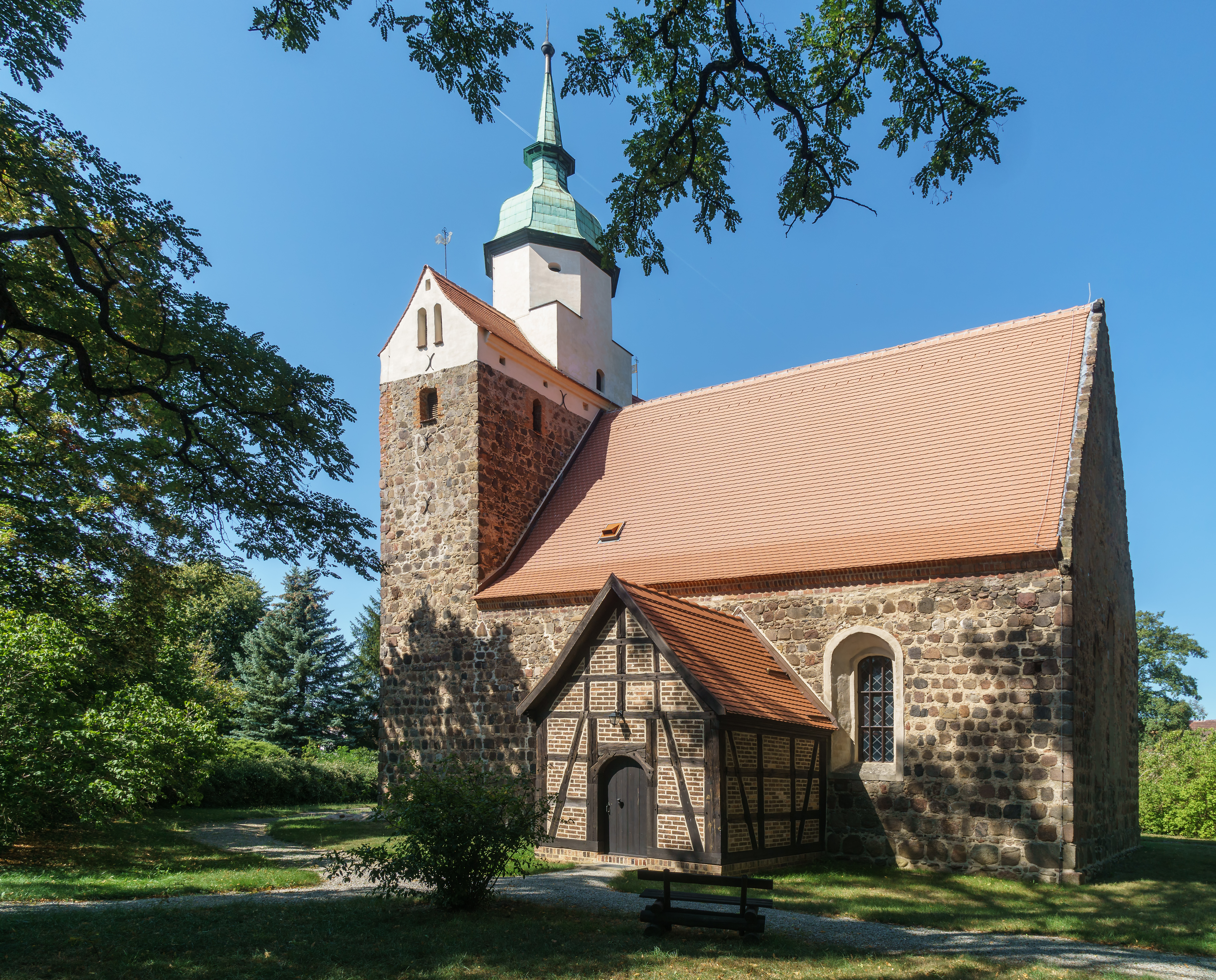
Dorfkirche Dollenchen (2019)

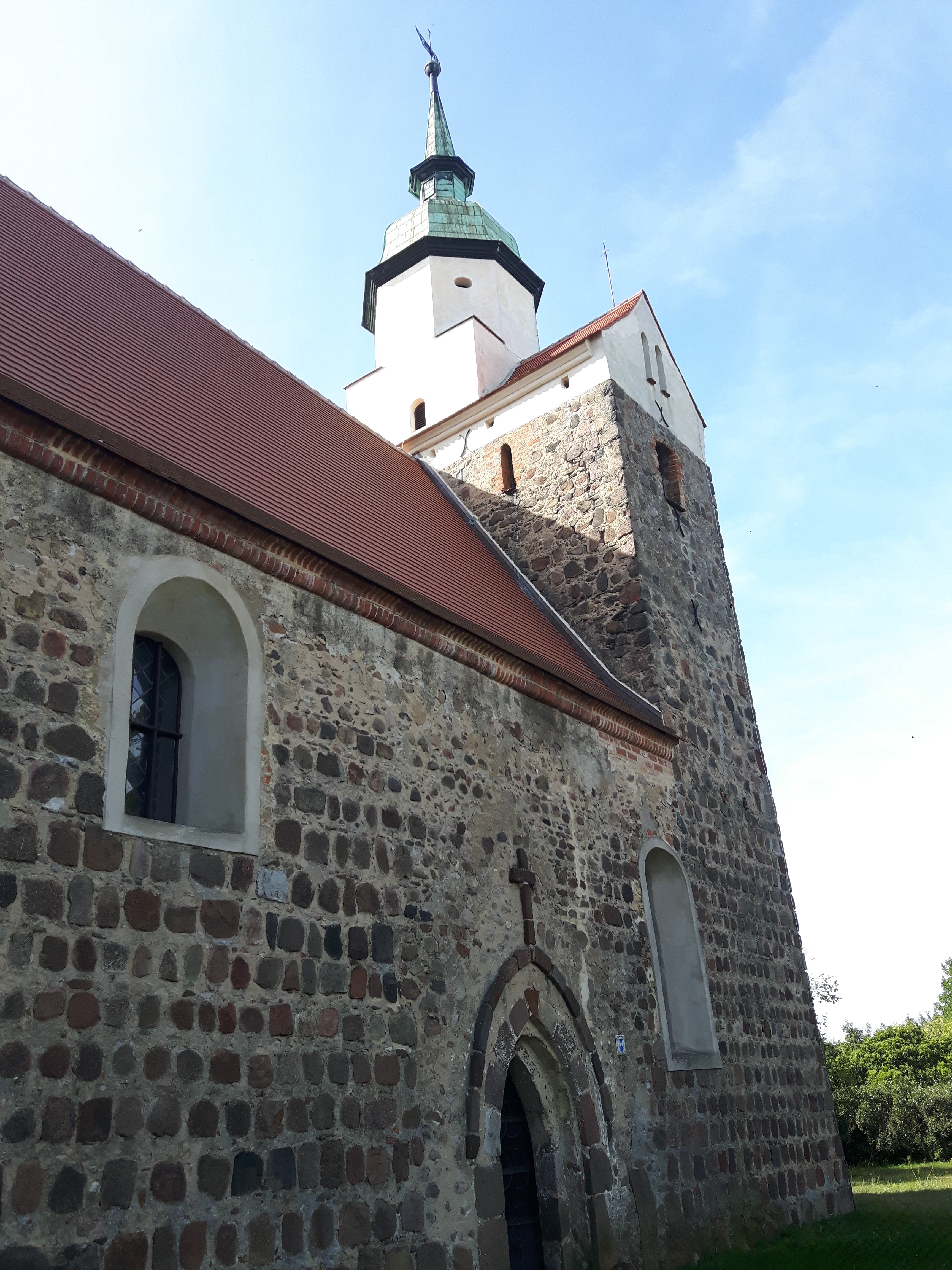
Blick von der Nordseite zum Turm (2019)

Die Dorfkirche Dollenchen ist ein Kirchengebäude in Dollenchen, einem Ortsteil der Gemeinde Sallgast im Landkreis Elbe-Elster im Süden des Landes Brandenburg. Sie gehört und dient einer lutherischen Kirchengemeinde im Pfarrsprengel Göllnitz-Sallgast im Kirchenkreis Niederlausitz der unierten Evangelischen Kirche Berlin-Brandenburg-schlesische Oberlausitz und ist ein eingetragenes Baudenkmal in der Denkmalliste des Landes Brandenburg.

## Architektur und Geschichte

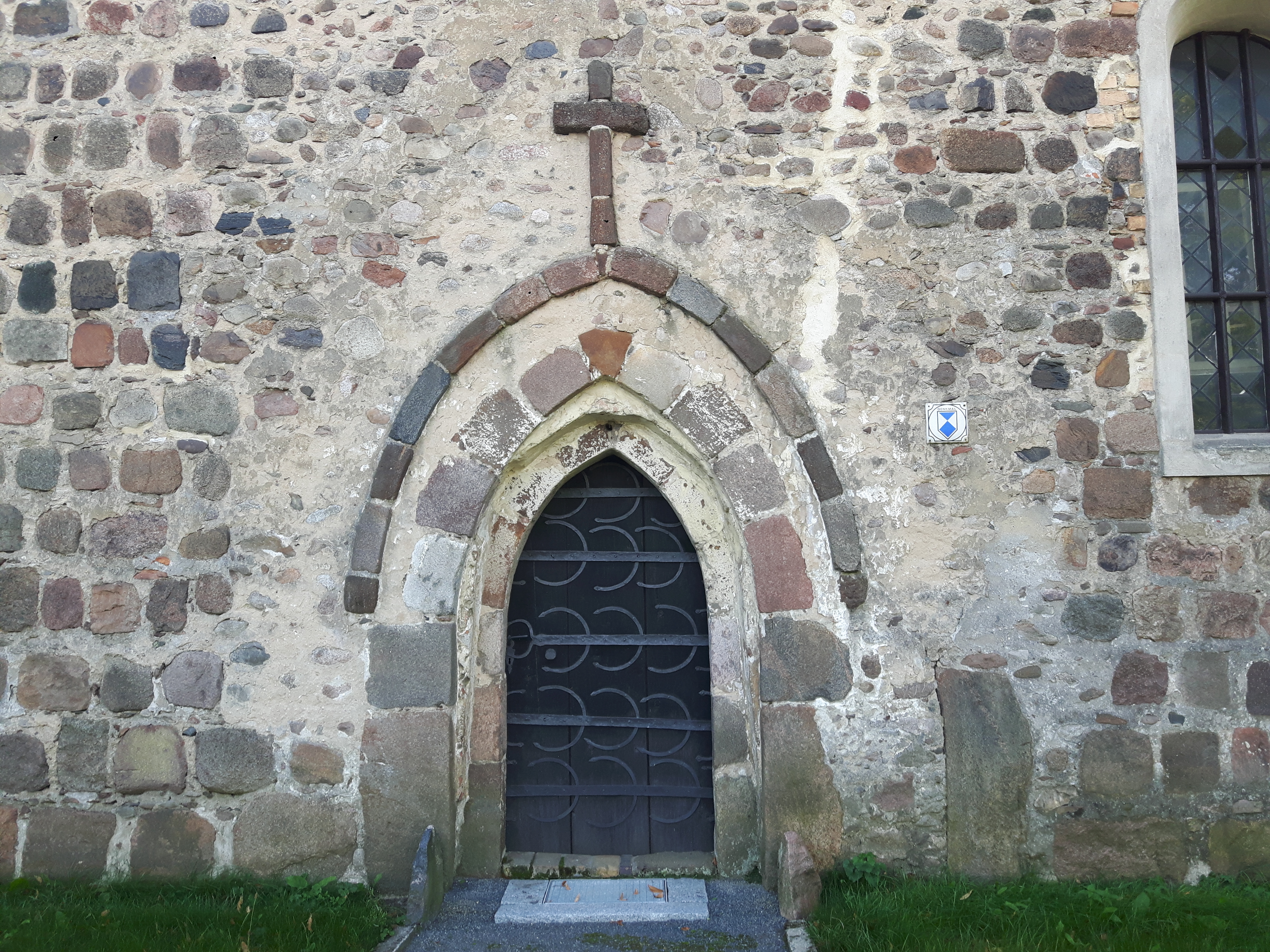
Nordportal mit Scheitelkreuz

Die Kirche von Dollenchen entstand gegen Ende des 13. Jahrhunderts und somit bereits vor der ersten urkundlichen Erwähnung des Dorfes. Das Brandenburgische Landesamt für Denkmalpflege und Archäologisches Landesmuseum (BLDAM) datiert den Bau auf das Jahr 1286. Es ist davon auszugehen, dass sich an der gleichen Stelle bereits zuvor ein kleineres Kirchengebäude befunden hat. Das Gebäude ist eine frühgotische Saalkirche aus Feldsteinquadern. Am westlichen Teil schließt sich ein quaderförmiger Querturm mit Quersatteldach an, der um 1342 nachträglich angebaut wurde. Auf dem Turm befindet sich wiederum ein barocker Aufsatz mit einer Schweifhaube, dieser wurde 1698 aufgesetzt. Auf dem Kirchturmdach sowie auf der Kirchturmspitze befindet sich jeweils eine Wetterfahne. Das Nordportal ist mit Feld- und Raseneisensteinen umfasst.
Im späten 17. Jahrhundert wurde die Kirche von Dollenchen umfangreicheren Umbaumaßnahmen unterzogen. Um 1680 wurde der Dachstuhl erneuert, wenig später entstand zudem die Fachwerkvorhalle am Südportal und die Schiffsfenster wurden vergrößert sowie mit Putzfaschen versehen. Die Dreifenstergruppe an der Ostseite der Kirche blieb dabei unverändert. Die spitzbogigen Portale an der Nord- und an der Südseite wurden ebenfalls in ihrer ursprünglichen Form belassen, auf der Südseite jedoch in den Fachwerkvorbau eingearbeitet. Über dem nördlichen Eingangsportal ist eine plastische Flachschicht mit Scheitelkreuz eingearbeitet, vergleichbar mit der Dorfkirche Lieskau. Am Ostgiebel befinden sich mehrere großfläche Putzritzungen, unter anderem Schachbrettmuster, Räder und Kreuze. Diese Ritzungen stammen aus der Bauzeit.

## Ausstattung
Die Ausstattung der Kirche stammt überwiegend aus dem späten 18. Jahrhundert. In der Kirche befindet sich eine Hufeisenempore auf Balusterpfosten mit einer geschwungenen Brüstung auf der Westseite.
In der Kirche befinden sich ein einfacher Kanzelaltar und ein spätgotischer Taufstein aus der ersten Hälfte des 15. Jahrhunderts. In der Kirche befindet sich zudem eine achtseitige Kuppa mit Maßwerk an den Seiten, der Sockel des Taufsteins wurde 1989 ergänzt. Zur Kirche gehört außerdem ein geschnitzter Taufengel mit Kranz in der linken Hand aus dem 18. Jahrhundert. Dazu kommen weitere Schnitzfiguren, unter anderem eine Madonnenfigur mit Kind aus dem 14. Jahrhundert.
Die Dorfkirche Dollenchen ist mit einer Orgel des Gubener Orgelbauers Friedrich Leopold Morgenstern aus dem Jahr 1826/27 ausgestattet. Das Werk verfügt über acht Register auf einem Manual und Pedal. Es steht ebenfalls unter Denkmalschutz.